# Địa điểm Lịch sử Quốc gia Grand Pré
Nằm trong lòng chảo Minas tại miền nam bang Nova Scotia, cảnh quan của vùng đầm lầy và khảo cổ Grand Pré lưu giữ bằng chứng về quá trình phát triển nông nghiệp qua hệ thống đê điều và cống gỗ aboiteau, do người Acadians xây dựng từ thế kỷ 17 và tiếp tục được cư dân ngày nay kế thừa.
Với tổng diện tích là 1.323 ha, phong cảnh Grand Pré là một ví dụ đặc biệt về sự thích nghi của những người định cư châu Âu đầu tiên với các điều kiện của Mỹ bờ biển Bắc Đại Tây Dương.

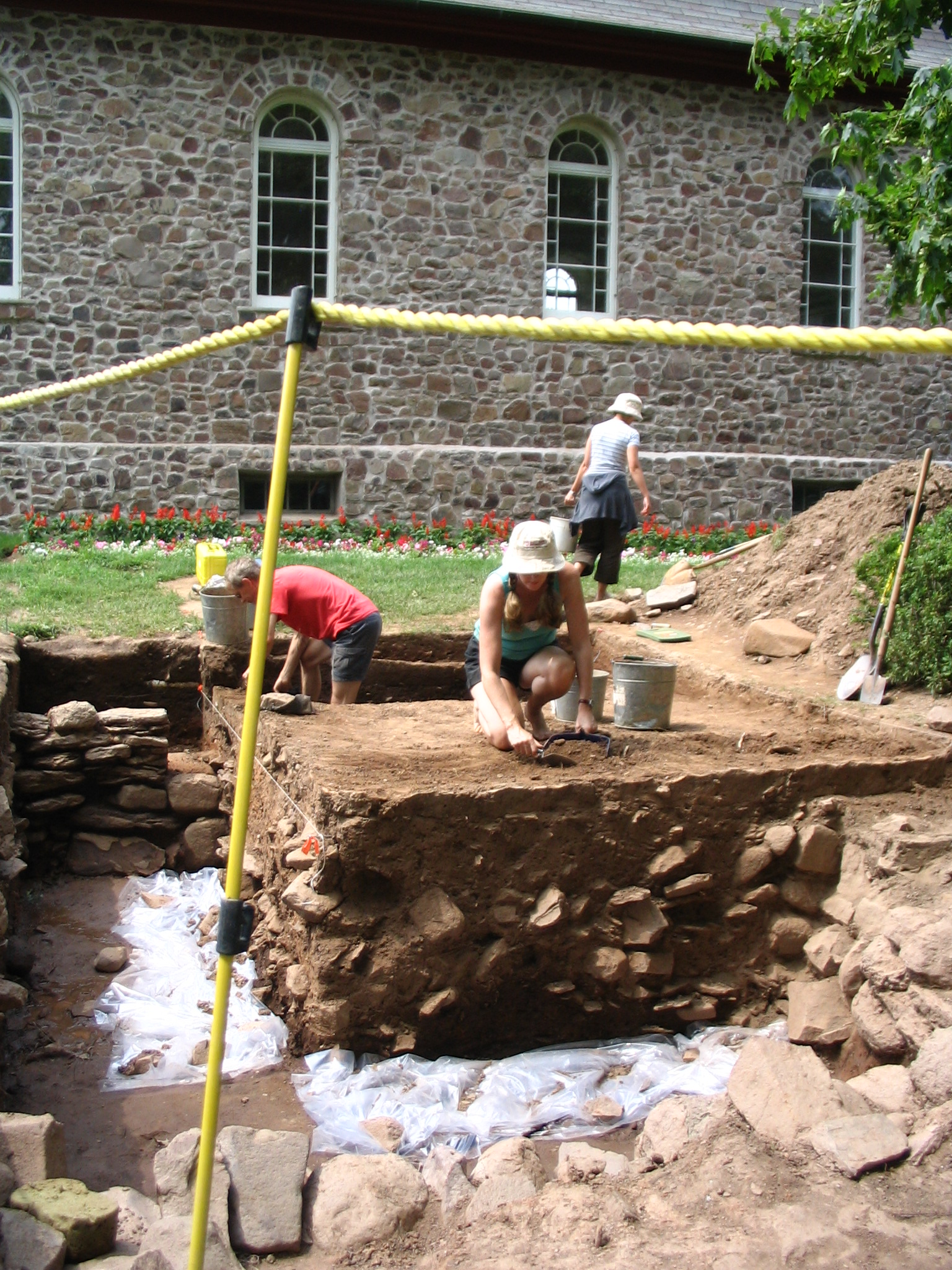
Khu khảo cổ lòng chảo Manas